# Agathosma odoratissima
Agathosma odoratissima är en vinruteväxtart som först beskrevs av C.V. Montin, och fick sitt nu gällande namn av Neville Stuart Pillans. Agathosma odoratissima ingår i släktet Agathosma och familjen vinruteväxter. Inga underarter finns listade i Catalogue of Life.